# ایستگاه مرکزی اومئو
ایستگاه مرکزی اومئو (به سوئدی: Umeå centralstation or Umeå C) یک ایستگاه راه‌آهن در شهر اومئو، سوئد است.
این ایستگاه در سال ۱۸۹۶ تأسیس شده و از اوت ۲۰۱۰ تا ژوئن ۲۰۱۱ مورد بازسازی قرار گرفت، در این مدت انتقال مسافرین از ایستگاه شرقی اومئو انجام می‌شده است.

## نگارخانه

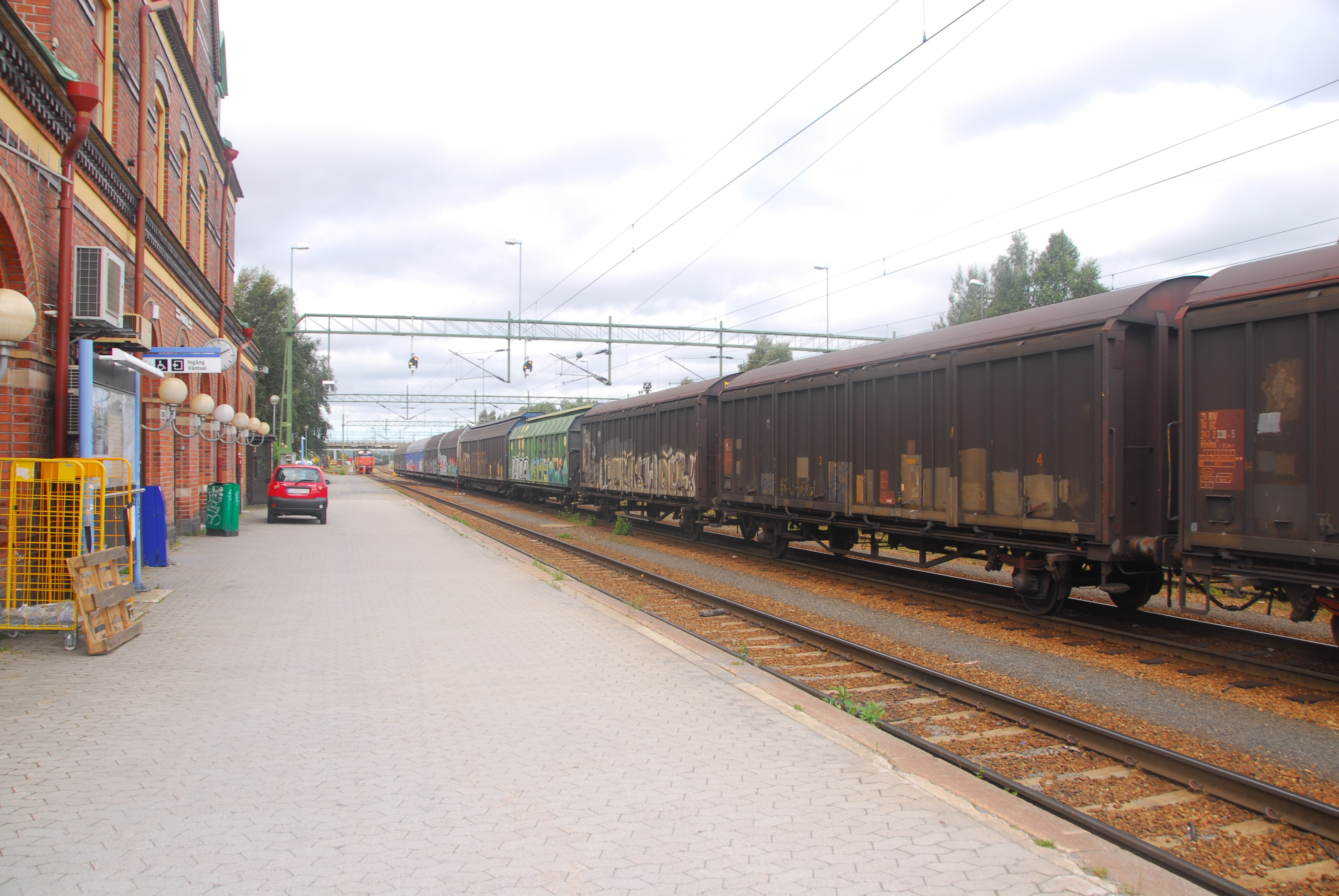
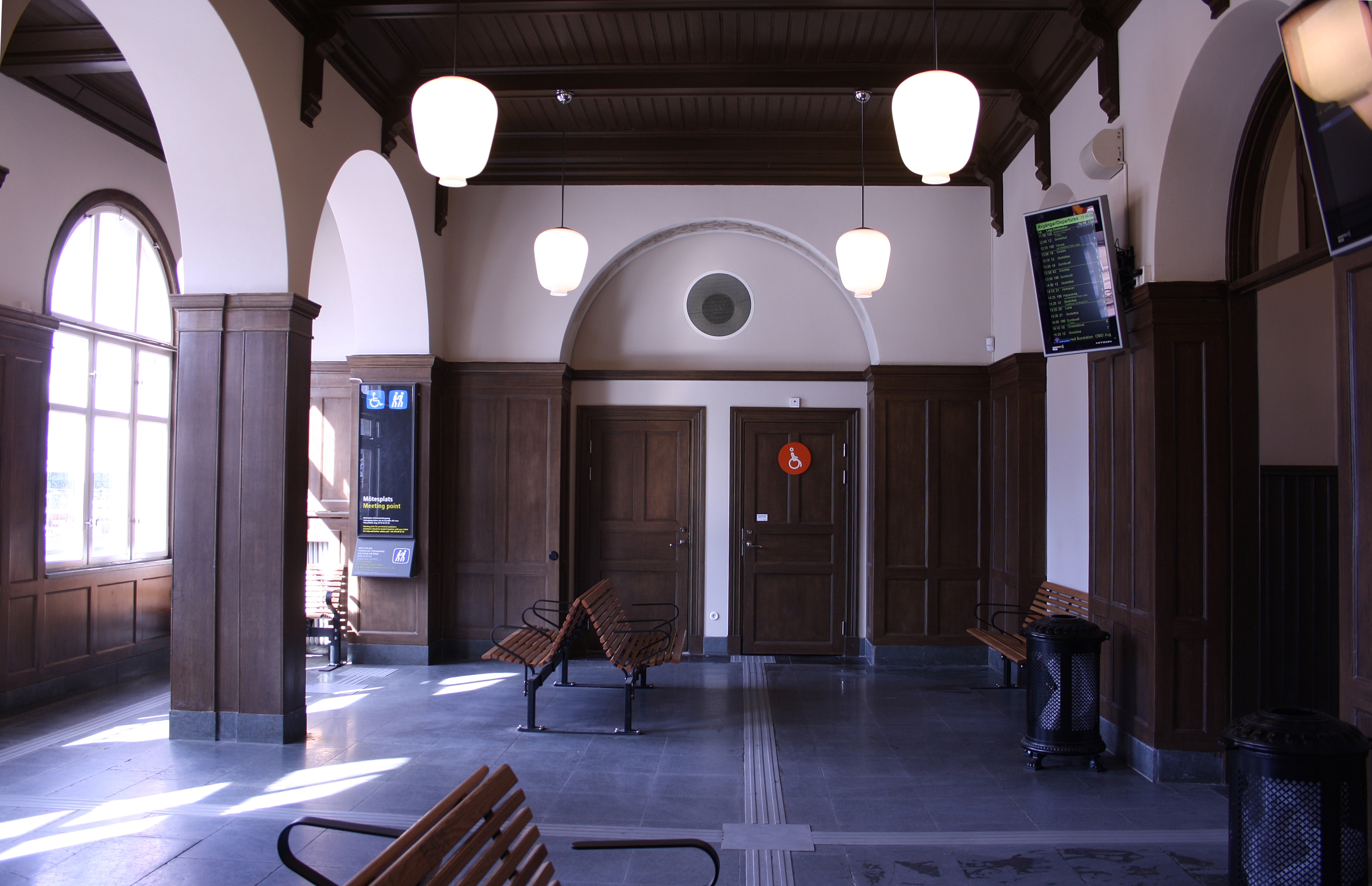